# Colonne Pascale
La Colonne Pascale est une œuvre d'art public permanente située dans la ville de Douala au Cameroun. Œuvre de Pascale Marthine Tayou, la Colonne Pascale est inaugurée en 2010.

## L'œuvre

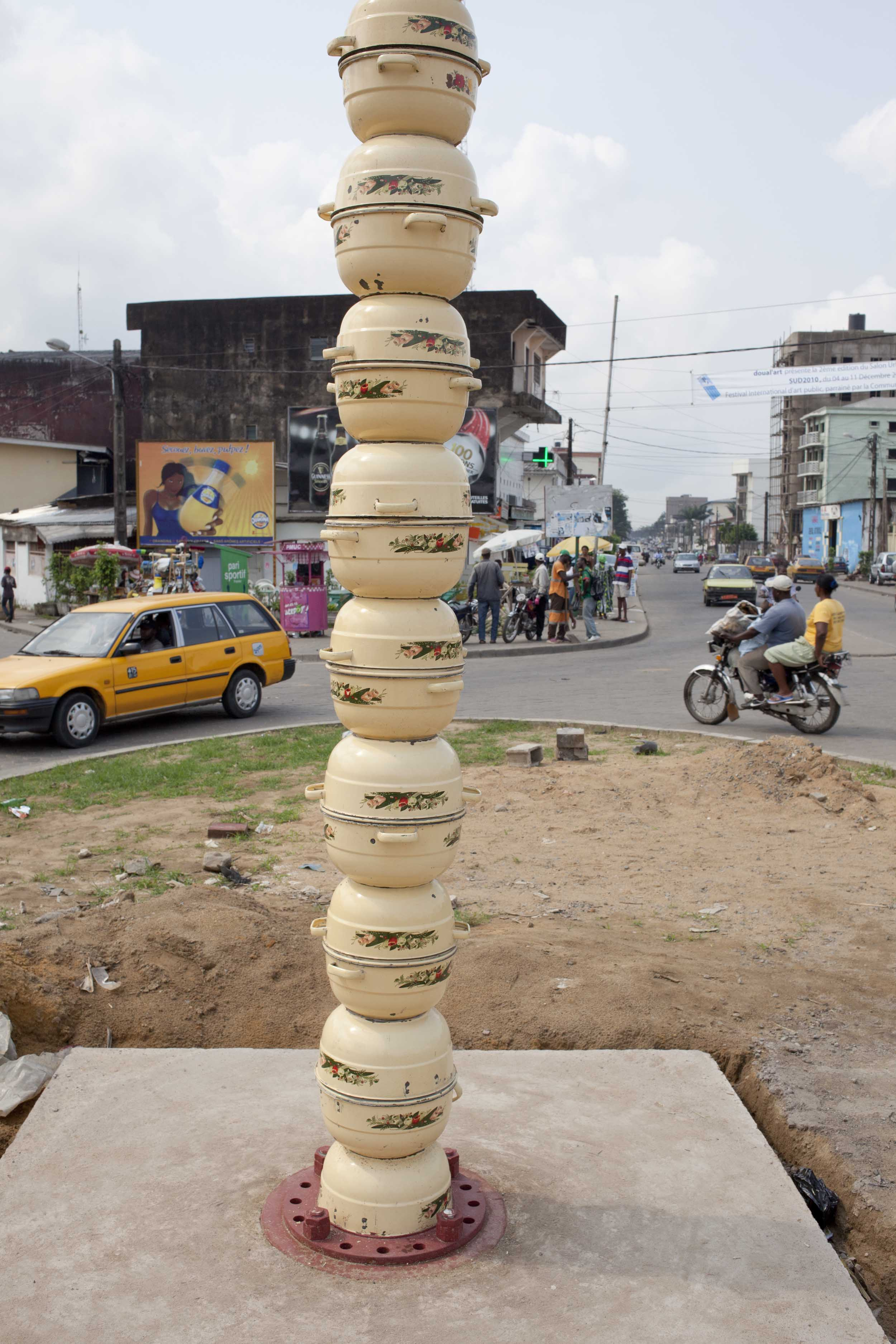

L'œuvre est un totem composé de marmites en émail dont les ménagères se servaient dans le passé pour préserver la nourriture et la boisson, La Colonne Pascale est une ligne dynamique simple et épurée s’élevant dans le ciel, implantée au cœur d’un rond-point extrêmement animé du quartier New Bell à Douala.
Elle mesure 12 mètres de haut et est constituée d’une superposition de 76 casseroles et 38 couvercles.
L'intention de l'artiste était de rendre hommage aux femmes africaines donnant de la valeur à la culture culinaire de la tradition camerounaise. Néanmoins, l'œuvre est devenue objet de débats et de tensions des résidents locaux. Les controverses dépendent à la fois de la position physique de la Colonne Pascale, liée à des événements historiques (la place était l'épicentre des émeutes qui ont conduit à l'indépendance du pays), et pour son interprétation symbolique, puisque, selon de nombreuses personnes l'œuvre d'art met en évidence la pauvreté de New Bell.
La Colonne a été restaurée en 2013.